# Parque Estadual do Utinga
Em proteção ambiental, o Parque Estadual do Utinga Camilo Vianna, ou simplesmente Parque do Utinga, é uma unidade de conservação brasileira de nível estadual de Proteção Integral, situado na Região Metropolitana de Belém (Pará), criado em 1993 e administrado pelo instituto Ideflor-bio, com o objetivo de preservar ecossistemas naturais de relevância ecológica e beleza cênica, estimular a realização de pesquisas científicas e, incentivar o  desenvolvimento de atividades de educação ambiental, incluindo o turismo ecológico.
O Parque do Utinga é considerado a unidade-símbolo da diversidade biológica presente na Região Amazônica. O parque ambiental possui uma sua ampla e peculiar biodiversidade, ao mesmo tempo em que representa uma das regiões mais ameaçadas da Amazônia Legal, por conta da dinâmica do avanço estrutural e consolidação da segunda maior zona urbana da Região Norte do País.
Além da histórica função de aportar, tratar e abastecer de água quase 70% da população da Região Metropolitana de Belém, o Parque do Utinga foi escolhido pela população como a principal opção de programa de recreação e atividades saudáveis ao ar livre, aliando práticas de bem-estar e contato com a natureza. A sua extensa área verde é utilizada para atividades de caminhada, corrida, passeios de bicicleta e/ou de patins, além de exercícios contemplativos de beleza cênica e meditativos. Estimula-se, ainda, o ecoturismo a partir de múltiplas opções de trilhas com diferentes níveis e percursos, além de rapel, tirolesa e, passeio de boia no igarapé, chamado boia-cross.
A unidade de conservação abrange a uma área de 1.393,088 hectares, o equivalente a 1.400 campos de futebol. E, pelo fato de possuir uma localização privilegiada dentro da zona continental urbana da capital paraense, possibilita um alto fluxo de visitantes durante o ano inteiro, atendendo aos frequentadores locais, além de turistas nacionais e internacionais.

## História
O parque foi criado por meio de um decreto estadual com o objetivo de se haver um espaço de lazer, educação, cultura, turismo e pesquisas cientificas, além da preservação da fauna, flora e dos mananciais do lagos Bolonha e Água Preta, os quais são responsáveis por 63% do abastecimento hídrico da Região Metropolitana de Belém.
A primeira iniciativa de preservação da área ocorreu em 1881, a partir da aprovação do Estatuto de Águas do Grão-Pará, companhia responsável por demarcar o território necessário para a proteção dos mananciais. No decorrer dos anos, foram elaborados e implementados planos para o melhor aproveitamento destes mananciais. Porém,  só em 1982, a partir de um "Diagnóstico do Estudo Urbanístico e de Proteção Sanitária dos Lagos Bolonha e Água Preta", recomendou-se a criação de um parque ecológico às margens destes reservatórios, a fim de se proteger uma amostra significativa do ecossistema amazônico.
Em 1993, pelo Decreto Estadual nº.1552/1993, foi criado o Parque Ambiental de Belém com uma área de aproximadamente 1340 hectares. Em outubro de 2008 , para se adequar às normativas de Sistema Nacional de Unidades de Conservação (SNUC), a denominação do Parque Ambiental de Belém foi alterada para Parque Estadual do Utinga, através do Decreto Estadual nº.1330/2008.
A unidade de conservação é gerenciada pela Secretaria de Estado de Meio Ambiente do Pará (SEMA-PA) e administrada pela organização social privada Pará 2000.

## Administrativo
O parque também é sede do "Instituto de Desenvolvimento Florestal e da Biodiversidade do Estado do Pará" (Ideflor-bio) é uma autarquia estadual (criado por Lei estadual 6 963/2007 de 16 de abril) que administra as unidades de conservação estaduais do Pará.

## Rota do Guarumã
No Parque do Utinga inicia a rota do Guarumã, a trilha de longo curso paraense com 30 quilômetros de extensão criada em 2018, que interliga as Unidades de Conservação Ambiental da Grande Belém (Parque do Utinga, Área de Ambiental Metropolitana e, Refúgio Metrópole da Amazônia) e algumas comunidades tradicionais, como a Nossa Senhora dos Navegantes e a Quilombola do Abacatal (capacitadas para receber os visitantes e oferecer serviços de alimentação, travessias, descanso).

## Memorial Verônica Tembé
O Memorial dos Povos Originários Verônica Tembé é um centro de exposições e difusão da cultura material e imaterial dos indígenas amazônidas criado em 2021 às margens do lago Água Preta, situado na Casa da Mata no Parque Estadual do Utinga, na cidade brasileira de Belém (estado do Pará). Memorial batizado em homenagem a cacica Tembé-Tenetehara, Verônica Tembé, a primeira liderança indígena feminina da etnia e articuladora política indígena na região.
Das 26 unidades de conservação paraenses, o Parque Estadual do Utinga é o primeiro do tipo a receber um espaço de valorização dos povos indígenas. O primeiro espaço dedicado exclusivamente à promoção da história e cultura dos povos originários da Amazônia no estado do Pará.
Nascida em 1917 na aldeia do Cocal, região do Gurupi, foi a primeira articuladora política que reuniu os Tembé da região, em torno do novo assentamento, a aldeia Teko Haw, e homologação da terra indígena do alto rio Guamá em 1993 e, preservação da identidade Tenetehara. Verônica também foi uma grande conhecedora da medicina tradicional e da história de seu povo, responsável por organizar festas e aprendizado da cosmologia e a língua dos jovens. Sua militância foi essencial para a homologação em 1993 da Terra Indígena do Alto Rio Guamá (TIARG).

## Programa Ararajuba
A Ararajuba, uma ave típica da região Norte, durante 60 anos não teve registro de aparição na região metropolitana de Belém devido o processo de extinção entre as décadas de 1940/1950, devido: a expansão urbana, o desmatamento e, o comércio ilegal.
Em 2017, chegaram à Belém vindas de São Paulo doze espécimes de Ararajuba, que foi reintroduzida nas Unidades de Conservação da região da capital paraense, através do Programa de Reintrodução e Monitoramento de Ararajubas (Guaruba guarouba), desenvolvido pelo Instituto de Desenvolvimento Florestal e da Biodiversidade do Estado do Pará (Ideflor-bio) e a pela Fundação Lymington.

As aves passarão por um processo de readaptação de quatro meses em viveiros, e depois foram libertas nas áreas abertas do: Parque do Utinga, Área de Proteção Ambiental da Região Metropolitana de Belém, APA do Combu, Refúgio de Vida Silvestre e, APA do Abacatal.